# Bagni di Lucca
Bagni di Lucca is een gemeente in de Italiaanse provincie Lucca (regio Toscane) en telt 6560 inwoners (31-12-2004). De oppervlakte bedraagt 164,6 km², de bevolkingsdichtheid is 40 inwoners per km².
De volgende frazionen maken deel uit van de gemeente: Bagni Caldi, Benabbio, Brandeglio, Casabasciana, Casoli, Cocciglia, Crasciana, Fabbriche di Casabasciana, Fornoli, Granaiola, Isola, Limano, Lucchio, Lugliano, Montefegatesi, Monti di Villa, Palleggio, Pieve di Monti di Villa, Pieve di Controni, Ponte a Serraglio, San Cassiano, San Gemignano, Val Fegana, Vico Pancellorum

## Demografie
Bagni di Lucca telt ongeveer 2964 huishoudens. Het aantal inwoners daalde in de periode 1991-2001 met 10,7% volgens cijfers uit de tienjaarlijkse volkstellingen van ISTAT.
| Jaar | Inwoneraantal |
| ---- | ------------- |
| 1991 | 7336          |
| 2001 | 6550          |

## Geografie
De gemeente ligt op ongeveer 150 m boven zeeniveau.
Bagni di Lucca grenst aan de volgende gemeenten: Abetone (PT), Borgo a Mozzano, Coreglia Antelminelli, Cutigliano (PT), Pescia (PT), Piteglio (PT), Villa Basilica.

## Externe link

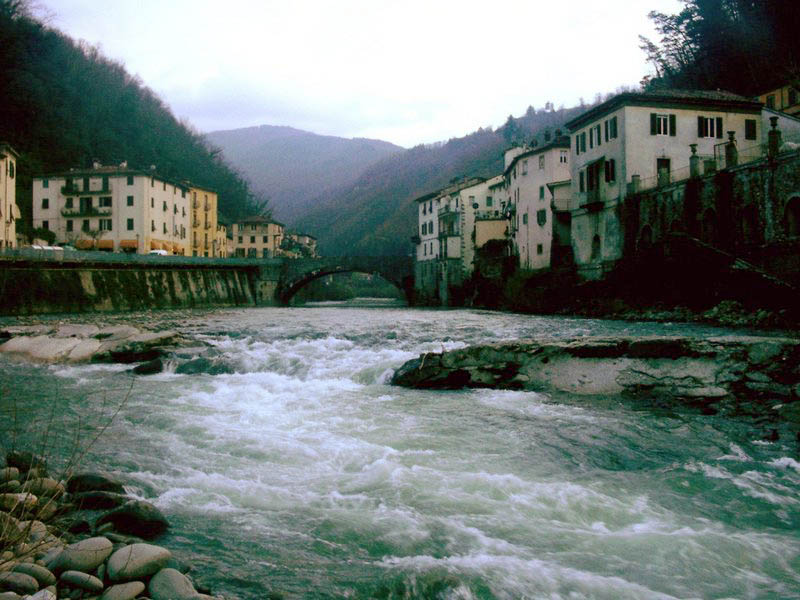
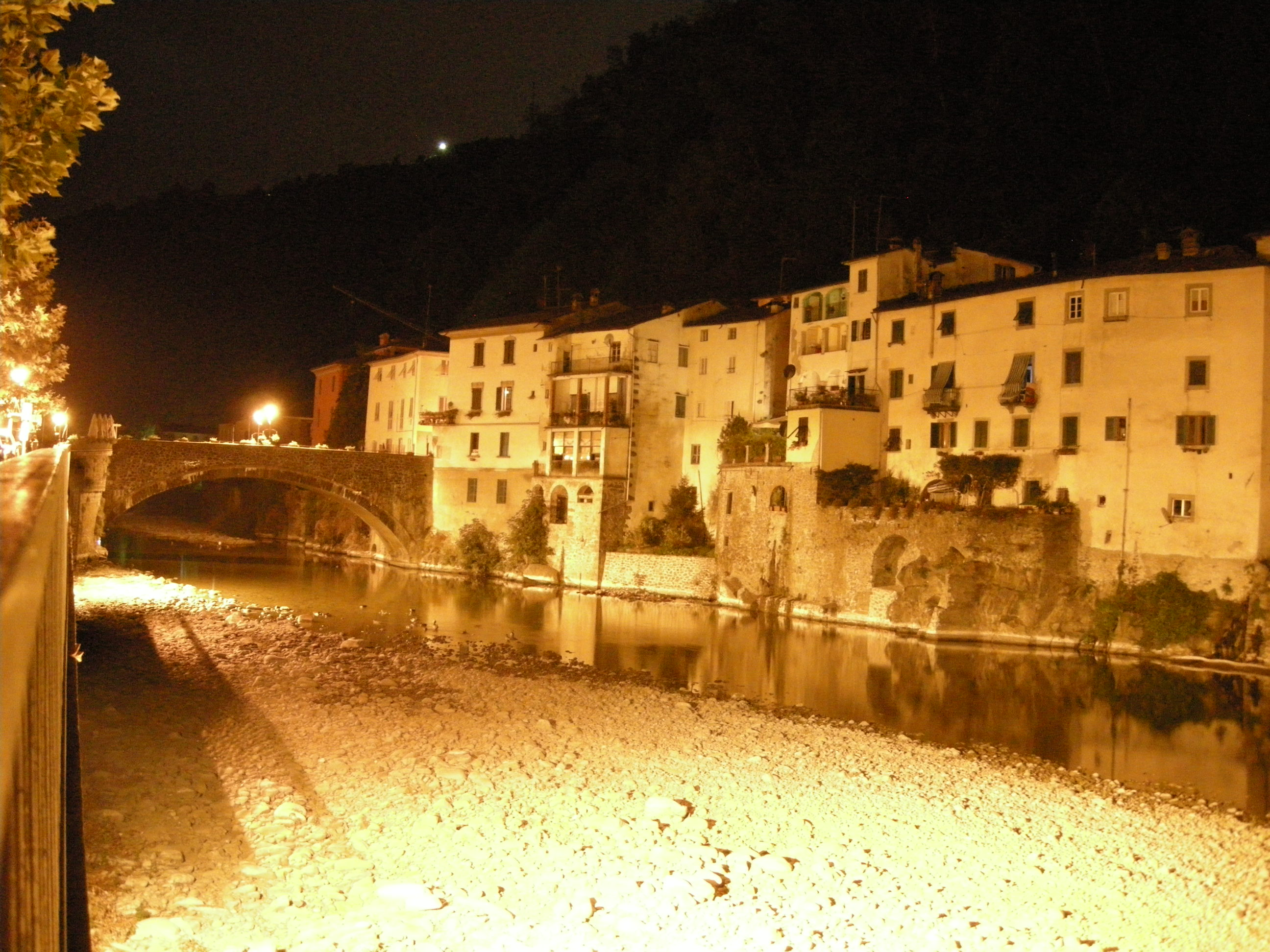
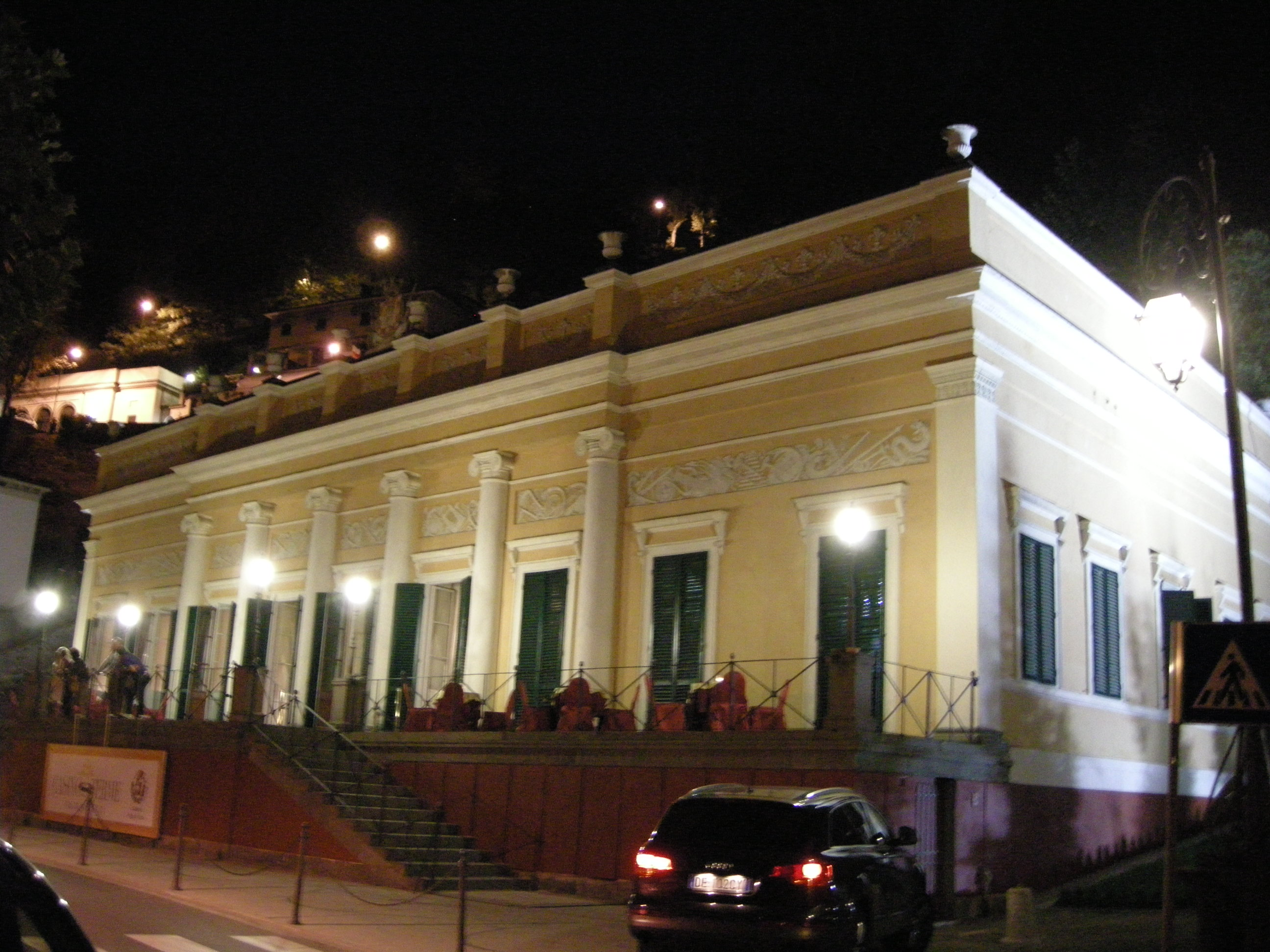
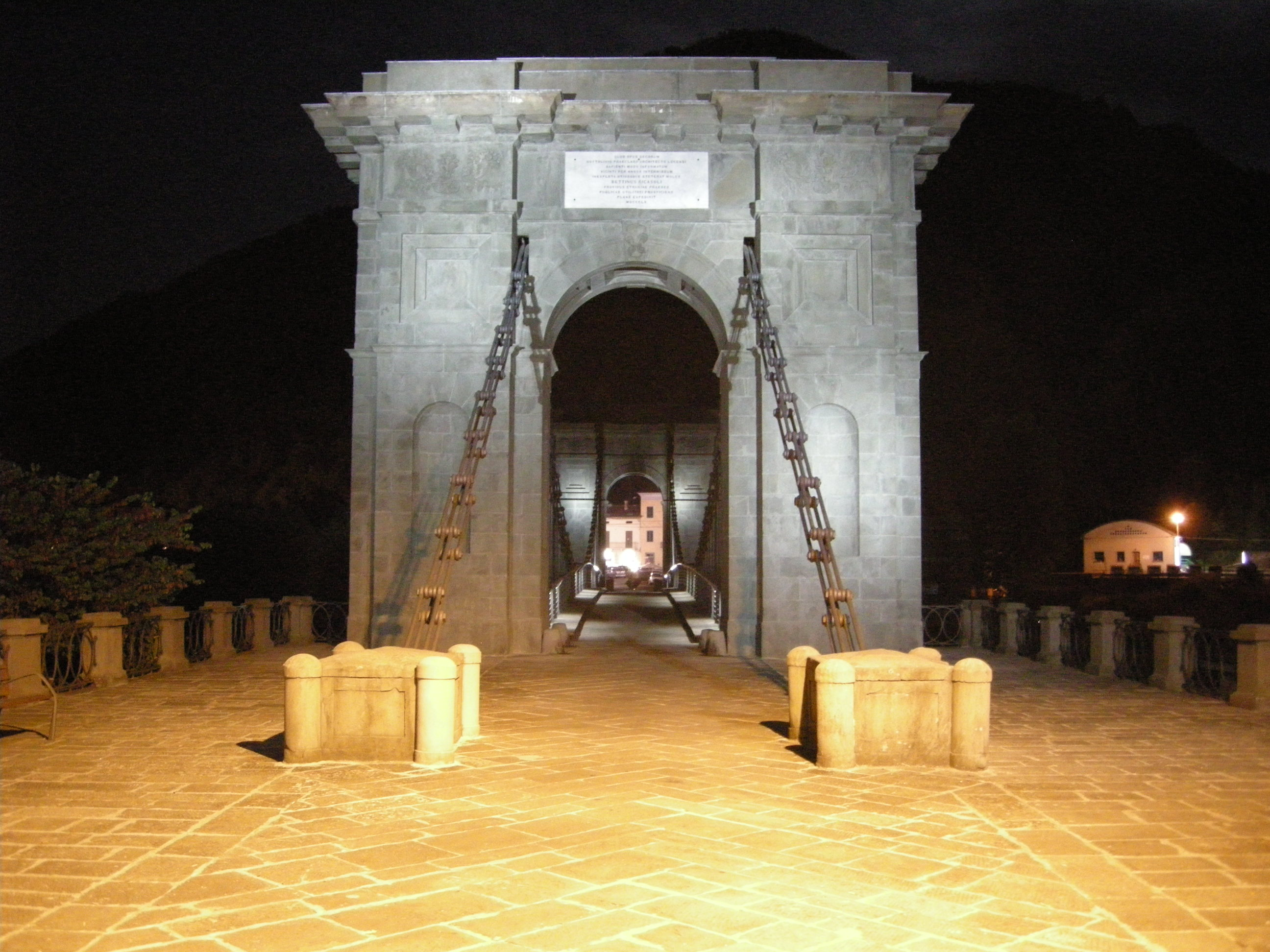
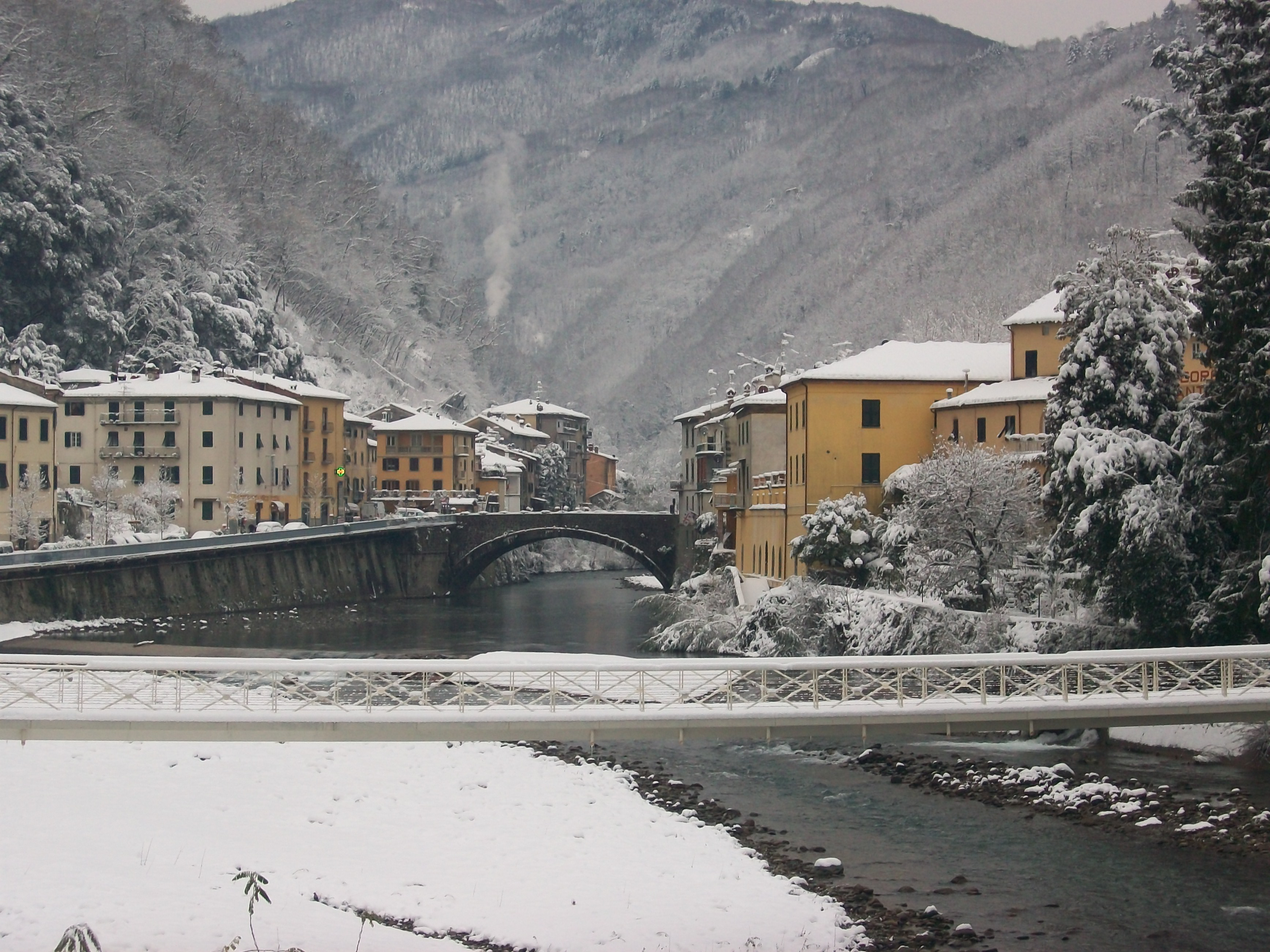